# 1986 Голяма награда на Детройт
1986 Голяма награда на Детройт е 5-о за Голямата награда на Детройт и седми кръг от сезон 1986 във Формула 1, провежда се на 22 юни 1986 година на пистата Детройт (градска писта) в Детройт, Мичиган, САЩ.

## Репортаж
Както винаги по време на квалификациите в петък всички пилоти изпитваха проблеми с намирането на сцепление. Найджъл Менсъл е единствения чийто време е под 1:40 записвайки времето със състезателни гуми. В събота Менсъл и Аертон Сена чакаха до самата половина на квалификацията. Сена записа време от 1:38.301 с квалификационни гуми за да излезе на пол-позиция пред Менсъл, Нелсън Пикет, Рене Арну, Стефан Йохансон, Жак-Анри Лафит, Ален Прост и Рикардо Патрезе. Патрик Тамбей присъстваше при пит-уола на своя тим, след тежкия инцидент в Канада преди седмица и е заменен от американеца Еди Чийвър, за когото това е единственото му състезание за 1986. Преди самия Чийвър да замести Тамбей, от Хаас-Лола се опитаха да привлекат шампиона за 1978 Марио Андрети, но заради войната между ФИЗА и КАРТ, молбата на Андрети за лиценз от ФИЗА е отхвърлен.
Хюб Ротенгатер имаше проблеми в загрявачната обиколка и отпадна преди самия старт. Сена поведе пред Менсъл на първия завой с Рене Арну минавайки 3-ти пред Пикет. След Пикет са Йохансон, Прост, Лафит, Чийвър, Кеке Розберг и Микеле Алборето. В началото на третата обиколка Сена пропусна предавка на завой едно което даде шанс на Менсъл да го изпревари. Към петата обиколка Менсъл вече имаше преднина от 4.3 секунди, и се запази така след като задните спирачки на Уилямс-а са били студени. Към 7-а обиколка Сена вече се намираше до скоростната кутия на Менсъл и към следващата обиколка бразилеца изпревари британеца, който е изпреварен и от Арну. Герхард Бергер получи повреда на неговия Бенетон-БМВ и отпадна от състезанието, паркирайки болида си на един от изходите на пистата. Към 14-а обиколка Сена имаше около 6.5 секунди пред Арну преди бразилеца да спре в бокса за смяна на гуми. Макар бързия пит-стоп на механиците от Лотус, Сена излезе на 8-а позиция. Арну задържа лидерството си за три обиколки преди съотборника му от Лижие, Лафит да го изпревари на Ларнет Стрийт. Камерите след това се прехвърлиха на Мартин Брандъл ходейки до пита на своя отбор, след като проблем в електрото на неговия болид попречи на британеца да завърши състезанието. Към 24-та обиколка Сена постави най-добра обиколка с време 1:43.284 и се доближаваше до групата на лидерите водени от Арну. По това време Сена вече е изпреварил Алборето в 15-а и Йохансон две обиколки по-късно. Арну спря в 18-а обиколка за спиране на пит-лейна, следвайки от Прост в 28-а и Менсъл в 31-ва. След като и Лафит спря в същата обиколка както и Менсъл, Нелсън Пикет поведе пред Сена с 1.7 между двамата бразилци. След осем обиколки и Нелсън трябваше да спре, давайки лидерството обратно към Сена. 18.4 секунди на Пикет е дори по-бавно от това на съотборника си Менсъл. Връщайки се на трасето той постави най-бърза обиколка в 41-ва, но с 10 секунди по-бърз от времето на Пикет, Сена запази лидерството си. В 42-ра обиколка Пикет натисна твърде много и се удари тежко на 17-ия завой. Той излезе от болида си невредим, но паркирайки на опасно място. Арну който за момент е втори след отпадането на Пикет, повтори същия случай в който е въвлечен бразилеца след удар с Ероуз-а на Тиери Бутсен. Интересното е че само Пикет, Арну и Бутсен са единствените отпаднали като причина за това е удар в предпазните огради. Междувременно Лафит започна да притиска Прост за втора позиция в 55-а обиколка. Сена затвори всикчки останали в състезанието пилоти до Прост като четвърти е Найджъл Менсъл. Менсъл след малко загуби позицията си поради завъртане в края на Ландер Стрийт давайки шанс на Алборето с единственото Ферари на трасето да го изпревари. Никакви проблеми имаше Аертон Сена като това е първата победа в Детройт и единствена за френската компания за двигатели Рено при това двойна включейки второто място на Лижие-ра на Жак-Анри Лафит. Ален Прост завърши трети с Алборето, Менсъл, Патрезе, Джони Дъмфрийс (като това е първо завършено състезание за британеца), Джонатан Палмър, Филип Стрейф и Дерек Уорик.

## Класиране
| Поз | No | Пилот             | Конструктор            | Оби | Време/Отпадане | Място | Точки |
| --- | -- | ----------------- | ---------------------- | --- | -------------- | ----- | ----- |
| 1   | 12 | Айртон Сена       | Лотус-Рено             | 63  | 1:51:12.847    | 1     | 9     |
| 2   | 26 | Жак-Анри Лафит    | Лижие-Рено             | 63  | + 31.017       | 6     | 6     |
| 3   | 1  | Ален Прост        | Макларън-ТАГ-Порше     | 63  | + 31.824       | 7     | 4     |
| 4   | 27 | Микеле Алборето   | Ферари                 | 63  | + 1:30.936     | 11    | 3     |
| 5   | 5  | Найджъл Менсъл    | Уилямс-Хонда           | 62  | + 1 Об.        | 2     | 2     |
| 6   | 7  | Рикардо Патрезе   | Брабам-БМВ             | 62  | + 1 Об.        | 8     | 1     |
| 7   | 11 | Джони Дъмфрийс    | Лотус-Рено             | 61  | + 2 Об.        | 14    |       |
| 8   | 14 | Джонатан Палмър   | Закспийд               | 61  | + 2 Об.        | 20    |       |
| 9   | 4  | Филип Стрейф      | Тирел-Рено             | 61  | + 2 Об.        | 18    |       |
| 10  | 8  | Дерек Уорик       | Брабам-БМВ             | 60  | + 3 Об.        | 15    |       |
| Отп | 17 | Кристиан Данер    | Ероуз-БМВ              | 51  | Електро        | 19    |       |
| Отп | 25 | Рене Арну         | Лижие-Рено             | 46  | Катастрофа     | 4     |       |
| Отп | 18 | Тиери Бутсен      | Ероуз-БМВ              | 44  | Катастрофа     | 13    |       |
| Отп | 23 | Андреа де Чезарис | Минарди-Мотори Модерни | 43  | Ск.кутия       | 23    |       |
| Отп | 6  | Нелсън Пикет      | Уилямс-Хонда           | 41  | Катастрофа     | 3     |       |
| Отп | 28 | Стефан Йохансон   | Ферари                 | 40  | Електро        | 5     |       |
| Отп | 19 | Тео Фаби          | Бенетон-БМВ            | 38  | Ск.кутия       | 17    |       |
| Отп | 16 | Еди Чийвър        | Лола-Форд              | 37  | Кормило        | 10    |       |
| Отп | 15 | Алън Джоунс       | Лола-Форд              | 33  | Кормило        | 21    |       |
| Отп | 22 | Ален Берг         | Осела-Алфа Ромео       | 28  | Електро        | 25    |       |
| Отп | 3  | Мартин Брандъл    | Тирел-Рено             | 15  | Електро        | 16    |       |
| Отп | 21 | Пиеркарло Гинзани | Осела-Алфа Ромео       | 14  | Турбо          | 22    |       |
| Отп | 2  | Кеке Розберг      | Макларън-ТАГ-Порше     | 12  | Трансмисия     | 9     |       |
| Отп | 20 | Герхард Бергер    | Бенетон-БМВ            | 8   | Двигател       | 12    |       |
| Отп | 24 | Алесандро Нанини  | Минарди-Мотори Модерни | 3   | Турбо          | 24    |       |
| Отп | 29 | Хуб Ротенгатер    | Закспийд               | 0   | Електро        | 26    |       |

## Класиране след състезанието
| Поз | Пилот           | Точки |
| --- | --------------- | ----- |
| 1   | Айртон Сена     | 36    |
| 2   | Ален Прост      | 33    |
| 3   | Найджъл Менсъл  | 29    |
| 4   | Нелсон Пикет    | 19    |
| 5   | Кеке Розберг    | 14    |
| 6   | Жак-Анри Лафит  | 13    |
| 7   | Стефан Йохансон | 7     |
| 8   | Рене Арну       | 6     |

| Поз | Конструктор        | Точки |
| --- | ------------------ | ----- |
| 1   | Уилямс-Хонда       | 48    |
| 2   | Макларън-ТАГ-Порше | 47    |
| 3   | Лотус-Рено         | 36    |
| 4   | Лижие-Рено         | 19    |
| 5   | Ферари             | 13    |
| 6   | Бенетон-БМВ        | 8     |
| 7   | Брабам-БМВ         | 2     |
| 8   | Тирел-Рено         | 2     |